# Comuna Sărăria, Tatarbunar
Sărăria (în ucraineană Жовтий Яр, transliterat: Jovtîi Iar) este o comună în raionul Tatarbunar, regiunea Odesa, Ucraina, formată din satele Marazli, Răileni, Principele-Carol, Sardinant, Sărăria (reședința) și Tăriceni.

## Demografie
Componența lingvistică a comunei Sărăria
     Ucraineană (91,45%)
     Română (5,09%)
     Rusă (2,83%)
     Alte limbi (0,51%)
Conform recensământului din 2001, majoritatea populației comunei Sărăria era vorbitoare de ucraineană (91,45%), existând în minoritate și vorbitori de română (5,09%) și rusă (2,83%).